# Liétor
Liétor – gmina w Hiszpanii, w prowincji Albacete, w Kastylii-La Mancha, o powierzchni 311,57 km². W 2011 roku gmina liczyła 1388 mieszkańców.